# آديلايد هاس
آديلايد هاس (بالإنجليزية: Adelaide Hasse)‏ هي أمينة مكتبة أمريكية، ولدت في 13 سبتمبر 1868 في ميلواكي في الولايات المتحدة، وتوفيت في 29 يوليو 1953 في واشنطن العاصمة في الولايات المتحدة.